# Boissets
Boissets là một xã của Pháp, nằm ở tỉnh Yvelines trong vùng Île-de-France.
Người dân ở đây trong tiếng Pháp gọi là Boissétins.
Các xã giáp ranh gồm: Civry-la-Forêt về phía đông, Gressey về phía đông nam, Saint-Lubin-de-la-Haye về phía nam, Berchères-sur-Vesgre về phía tây nam và Tilly về phía bắc.

## Galerie

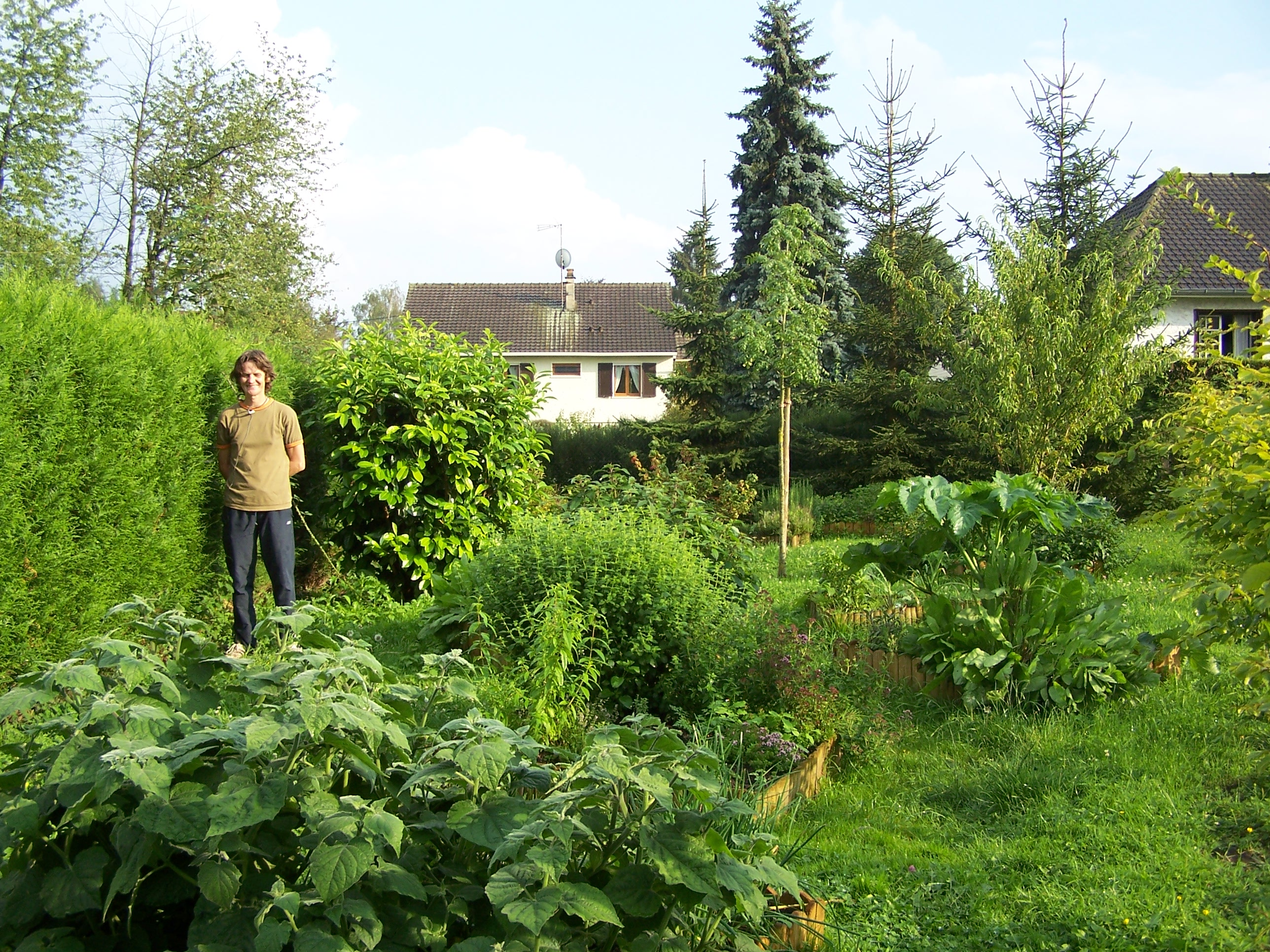
Michelle dans le jardin des senteurs
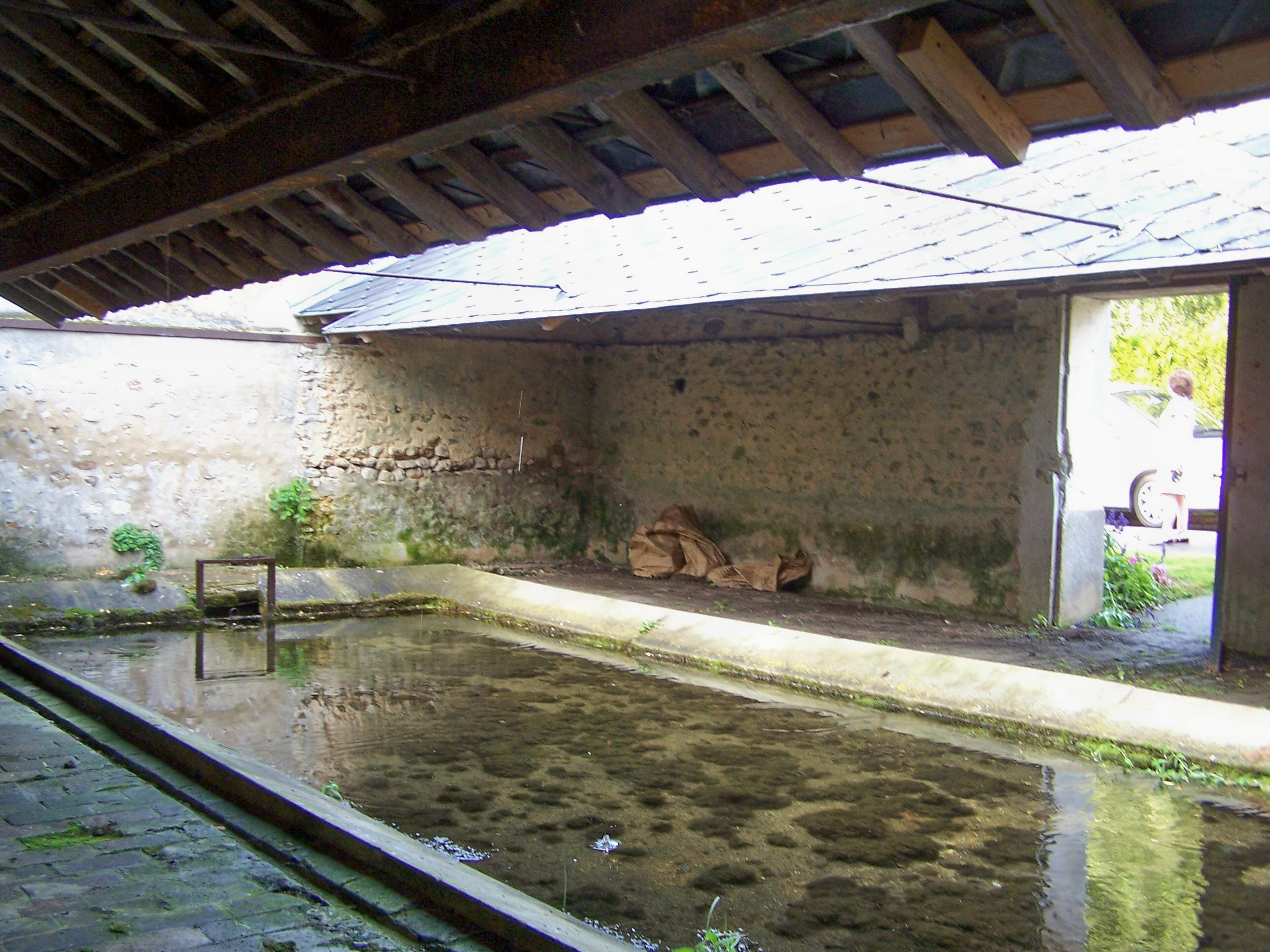
Le lavoir devant Nhà thờ Saint-Hilaire
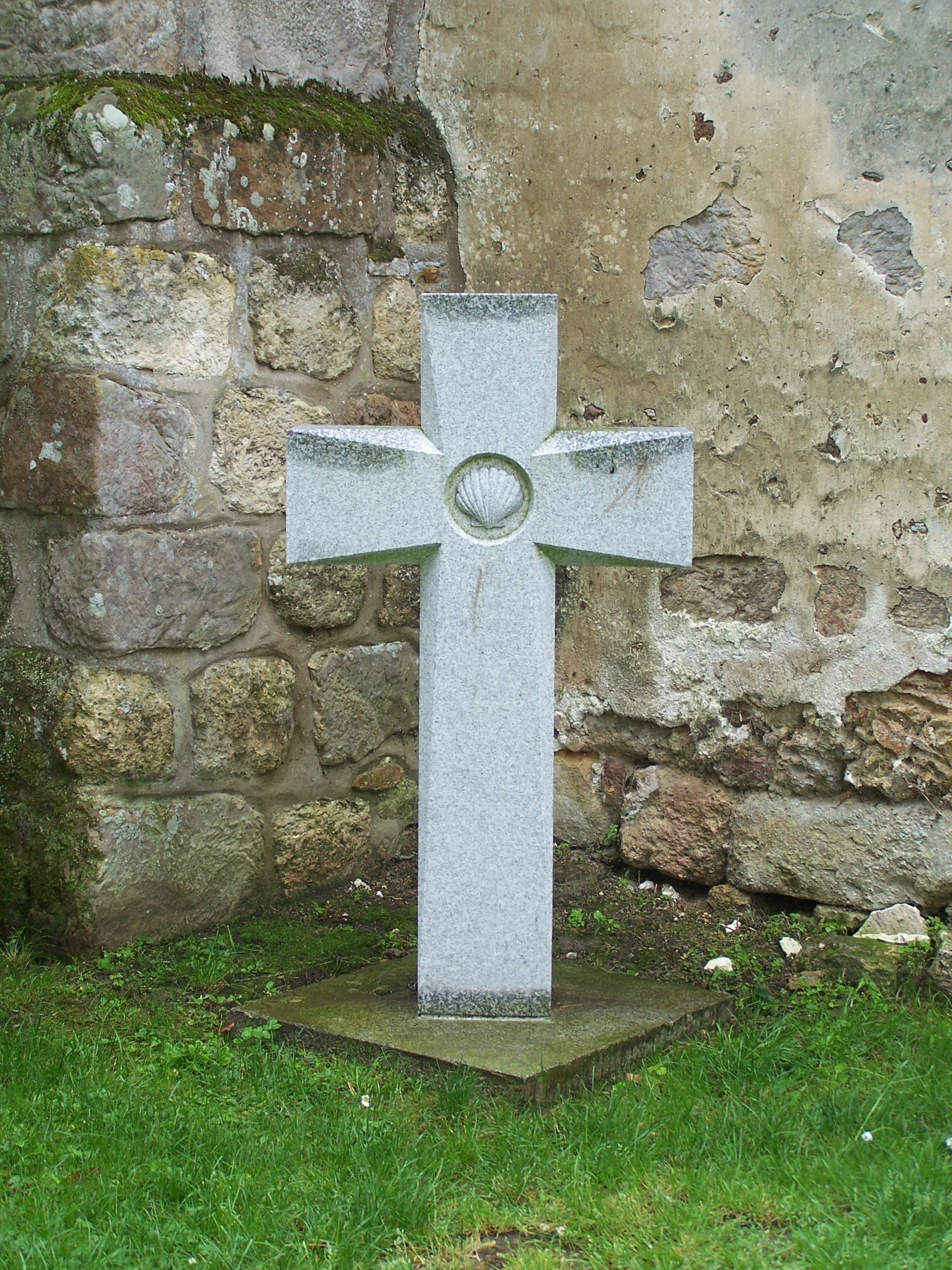
Croix de Saint-Jacques-de-Compostelle derrière Nhà thờ
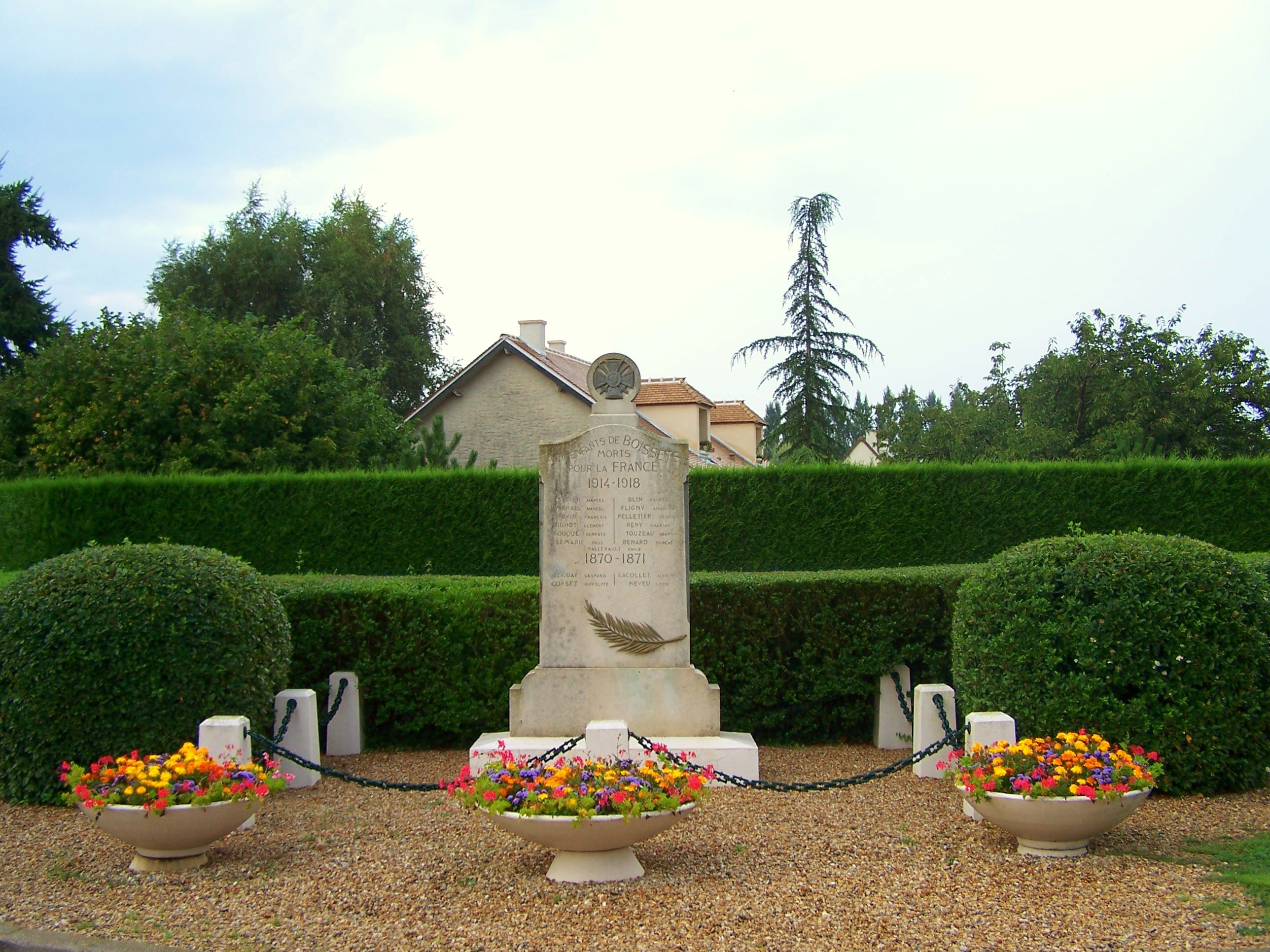
Le monument aux morts près de la mairie

Bản mẫu:Tổng Houdan